# Birgitta Arman
Birgitta Maria Arman, född 3 augusti 1921 i Maria Magdalena församling, Stockholm, död där 13 april 2007 i Adolf Fredriks församling, var en svensk skådespelare.
Hon genomgick Kungsholmens kommunala flickskola.[källa behövs] Hon inträdde i filmbranschen 1939, blev engagerad vid AB Sandrew-Bauman Film i Stockholm och har medverkat som skådespelare i totalt fjorton filmer.

## Filmografi
- 1939 – Panik
- 1940 – Kyss henne!
- 1940 – Familjen Björck
- 1941 – Bara en kvinna
- 1942 – Morgondagens melodi
- 1942 – Fallet Ingegerd Bremssen
- 1943 – Livet på landet
- 1943 – Kvinnor i fångenskap
- 1943 – Det spökar, det spökar ...
- 1945 – Blod och eld
- 1945 – Änkeman Jarl
- 1946 – Medan porten var stängd
- 1946 – Holger Nilssons underbara resa (kortfilm)
- 1952 – Snurren direkt

## Teater

### Roller
| År   | Roll                | Produktion                                | Regi           | Teater        |
| ---- | ------------------- | ----------------------------------------- | -------------- | ------------- |
| 1941 | Titania             | En midsommarnattsdröm William Shakespeare | Ingmar Bergman | Sagoteatern   |
| 1941 | Prinsessan Florinna | Fågel blå Zacharias Topelius              | Ingmar Bergman | Sagoteatern   |
| 1944 | Nancy               | Gasljus Patrick Hamilton                  | Olof Molander  | Oscarsteatern |

### Fotnoter
1. 1 2  ”Birgitta Arman”. Svensk Filmdatabas. https://www.svenskfilmdatabas.se/sv/item/?type=person&itemid=60778. Läst 24 september 2012.
2. ↑  ”En midsommarnattsdröm”. Stiftelsen Ingmar Bergman. http://ingmarbergman.se/verk/en-midsommarnattsdröm. Läst 16 oktober 2015.
3. ↑  ”Fågel blå”. Stiftelsen Ingmar Bergman. http://ingmarbergman.se/verk/fågel-blå. Läst 16 oktober 2015.
4. ↑  Sten af Geijerstam (24 mars 1944). ”Filmgästspel på Oscars”. Dagens Nyheter:  s. 10. http://arkivet.dn.se/arkivet/tidning/1944-03-24/82/10. Läst 11 maj 2016.